# وفاء بشور
وفاء بشور هي فنانة سورية ديانتها المسيحية بدايتها الفنية في عام 1983 الميلادية.

## أعمالها

### مسلسلاتها
- كرسي الزعيم (2019)
- كرم منجل (2019)
- فزلكة عربية (ج2) (2018)
- لستُ جارية (2016)
- مآسي على قياسي (2015)
- الشبيهة (2012)
- بنات العيلة (2012)
- أيام الدراسة ج1 (2011)
- بقعة ضوء ج8 (2011)
- أبو جانتي (ملك التاكسي) (2012)
- الدبور (2010)
- بيت جدي ج2 (الشام العدية) (2009)
- زمن العار (2009)
- على موج البحر (2009)
- قاع المدينة (2009)
- هيك تجوزنا (2008)
- خفايا الليل (1996)
- يوميات مرحة (1990)
- نساء بلا اجنحة (1987)
- الغيوم البيضاء

### سهرة تليفزيونية
- الجوهرة (1992)
- إنها حياتي

### افلام
- لعبة الحب والقتل (1983)

### تمثيلية
- الشقيقتان

## الحياة الشخصية
الفنانة وفاء لها اخت شقيقة تعمل في المجال الفني اسمها غادة بشور، واخ شقيق اسمه جورج توفي عام 2019.